# Lačnov
Lačnov je obec v okrese Vsetín ve Zlínském kraji, 6 km severně od Valašských Klobouk a 3 km západně od Horní Lidče. Rozkládá se v údolí, které se svažuje od severu k jihu mezi dvěma větvemi podhůří Vizovických hor. Obcí protéká Lačnovský potok, katastrem obce dále potoky Seninka a Smolinka. Nejvyšší vrchol v katastru obce je Láz (707 m n. m.). Žije zde 835 obyvatel.

## Historie
První písemná zmínka o obci pochází z roku 1422, kdy se zde nacházely dvě osady, Velký a Malý Lačnov.
Lačnov náležel v roce 1424 k statkům hradu Brumova, z nichž část byla zastavena Miroslavovi z Cimburka. Jako součást brumovského panství se objevuje opět od počátku 16. století. Vesnice utrpěla při vpádu Tatarů v roce 1663 (údajně bylo zajato nebo zabito 93 lidí) a při vpádech kuruců v letech 1703–1710.
Do roku 1849 byla obec součástí panství Brumov I, které náleželo k Uherskohradišťskému kraji. Od roku 1850 byla obec součástí politického okresu Uherský Brod (v letech 1949–1960 politického okresu Valašské Klobouky) a spadala do obvodu okresního soudu ve Valašských Kloboukách. V roce 1960 se stala součástí nynějšího okresu Vsetín. Lačnov tvoří samostatnou obec a nemá místní části.
Na podzim roku 1932 byla po dlouhých letech dokončena stavba silnice z Lačnova do Horní Lidče. Dokončení umožnilo tolik potřebný kontakt se sousední obcí. Roku 1938 byla obec elektrifikována a přiřadila se k hospodářsky pokročilým obcím okresu.

## Školství
První dřevěná školní budova byla postavena v roce 1825. Učitelem se stal soukeník Cyril Mňačko, který sloužil zároveň jako obecní písař. Škola byla v obci zřízena až počátkem 20. let 19. století a navštěvovalo ji okolo 40 žáků. V roce 1859 byla postavena zděná školní budova, rozšířena v roce 1875 na dvojtřídní. Později byla tato budova zbořena a na jejím místě v roce 1898 postavena nová trojtřídní škola.

## Pamětihodnosti
- Venkovské usedlosti – Dolňansko
- Přírodní památka Lačnov
- Přírodní památka Sucháčkovy paseky
- Kostel Panny Marie Královny
- Roubená usedlost v obci Lačnov z roku 1811
- Menší skalní oblast Lačnovské skály
- Pomník Vařákovy paseky upomínající vypálení stejnojmenné osady německými vojáky na konci druhé světové války[4]

### Zajímavost
V katastru obce je jedno z osmi míst v České republice, na kterém roste šafrán (až 30 000 kusů).

## Galerie

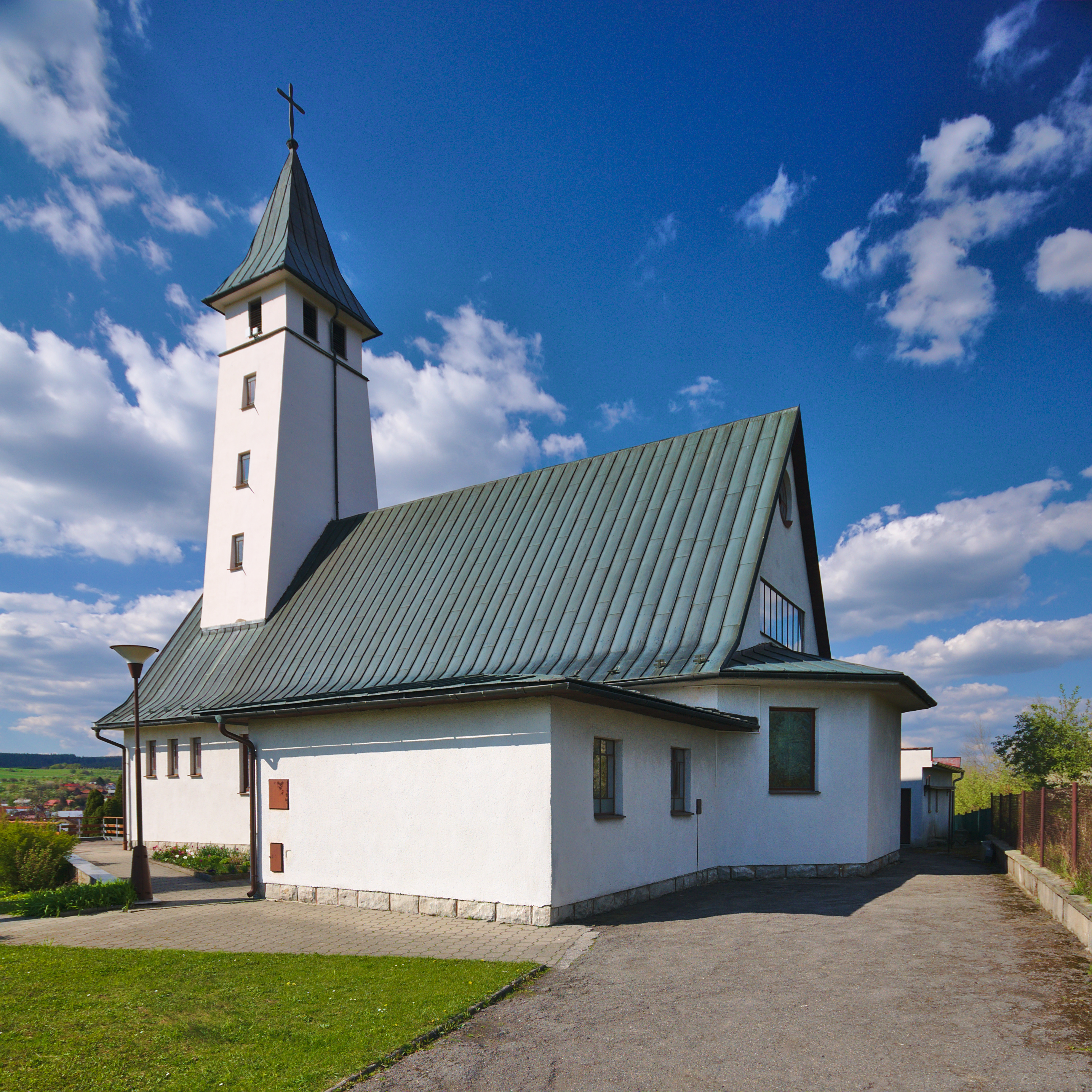
Kostel Panny Marie Královny v Lačnově
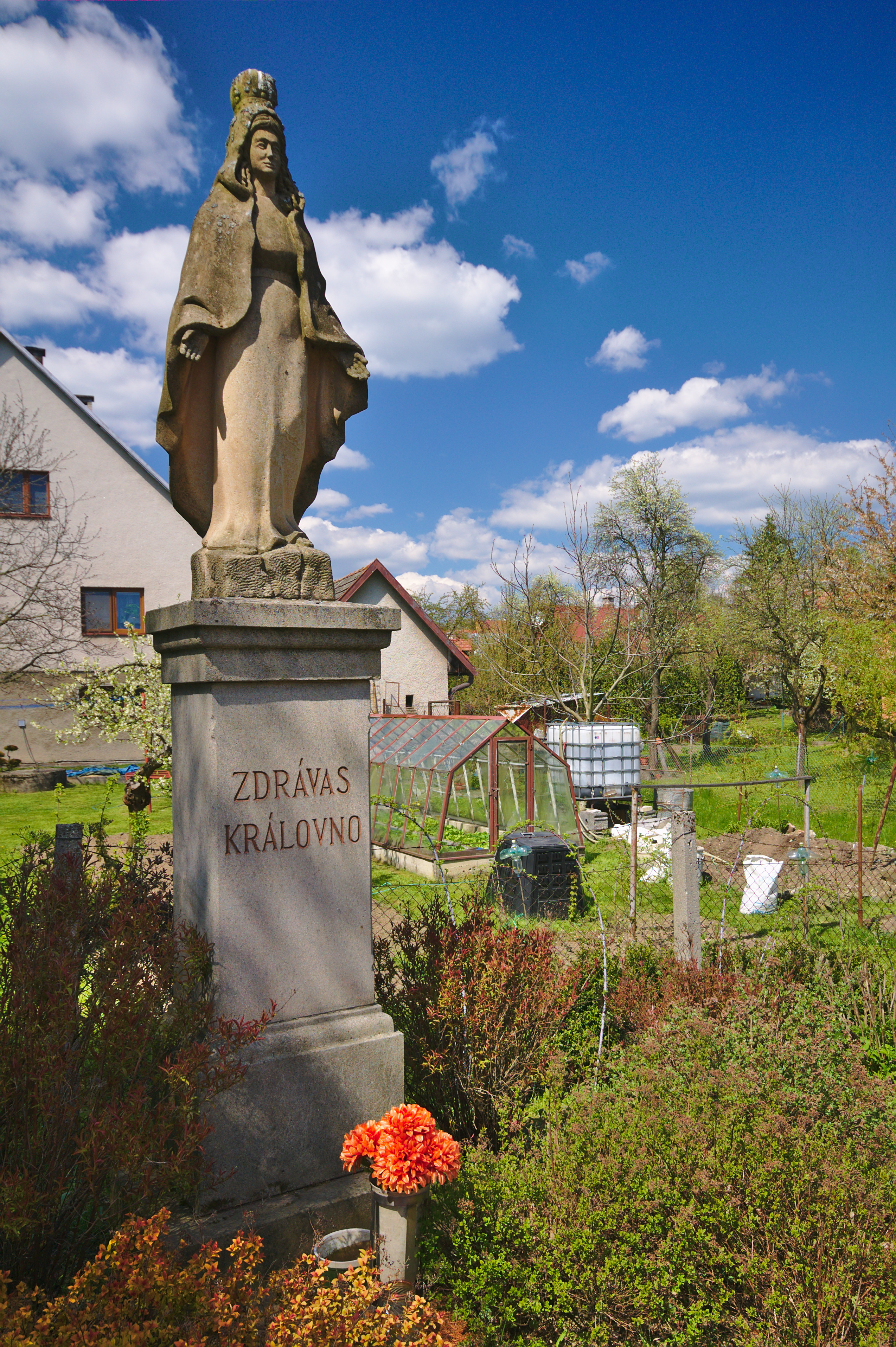
Socha Panny Marie na návsi
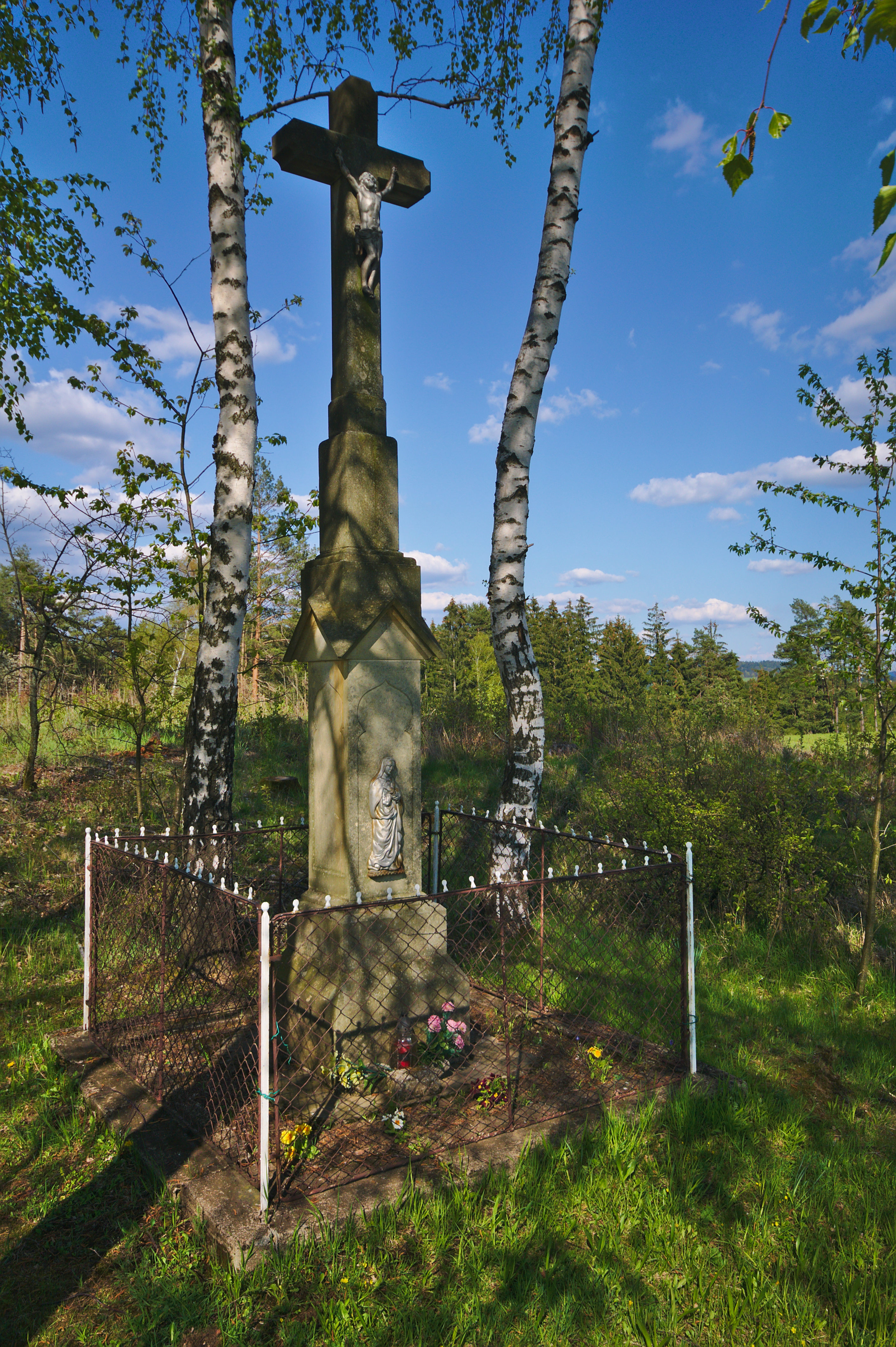
Kříž u silnice do Valašských Klobouk
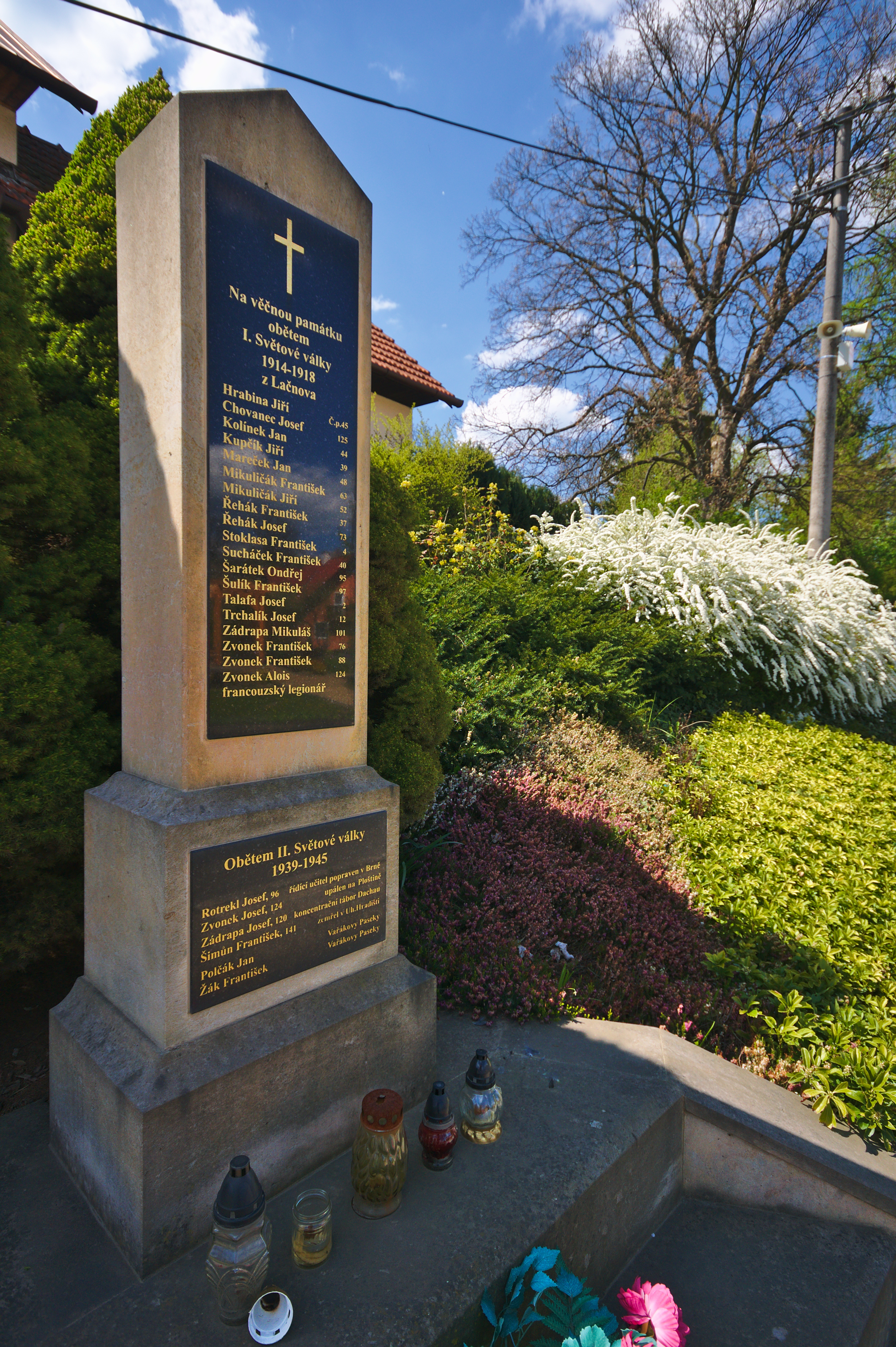
Památník obětem první světové války
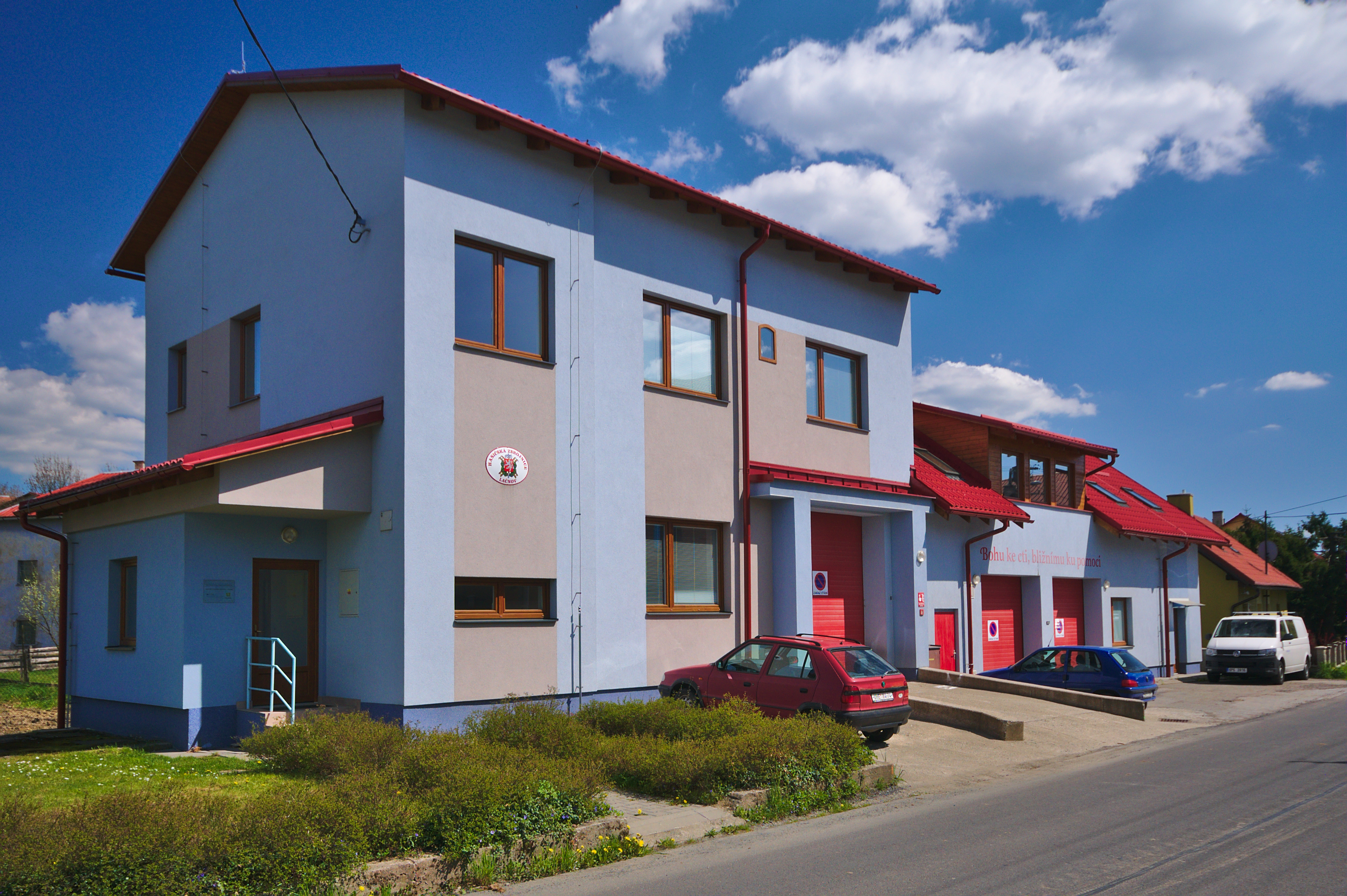
Hasičská zbrojnice
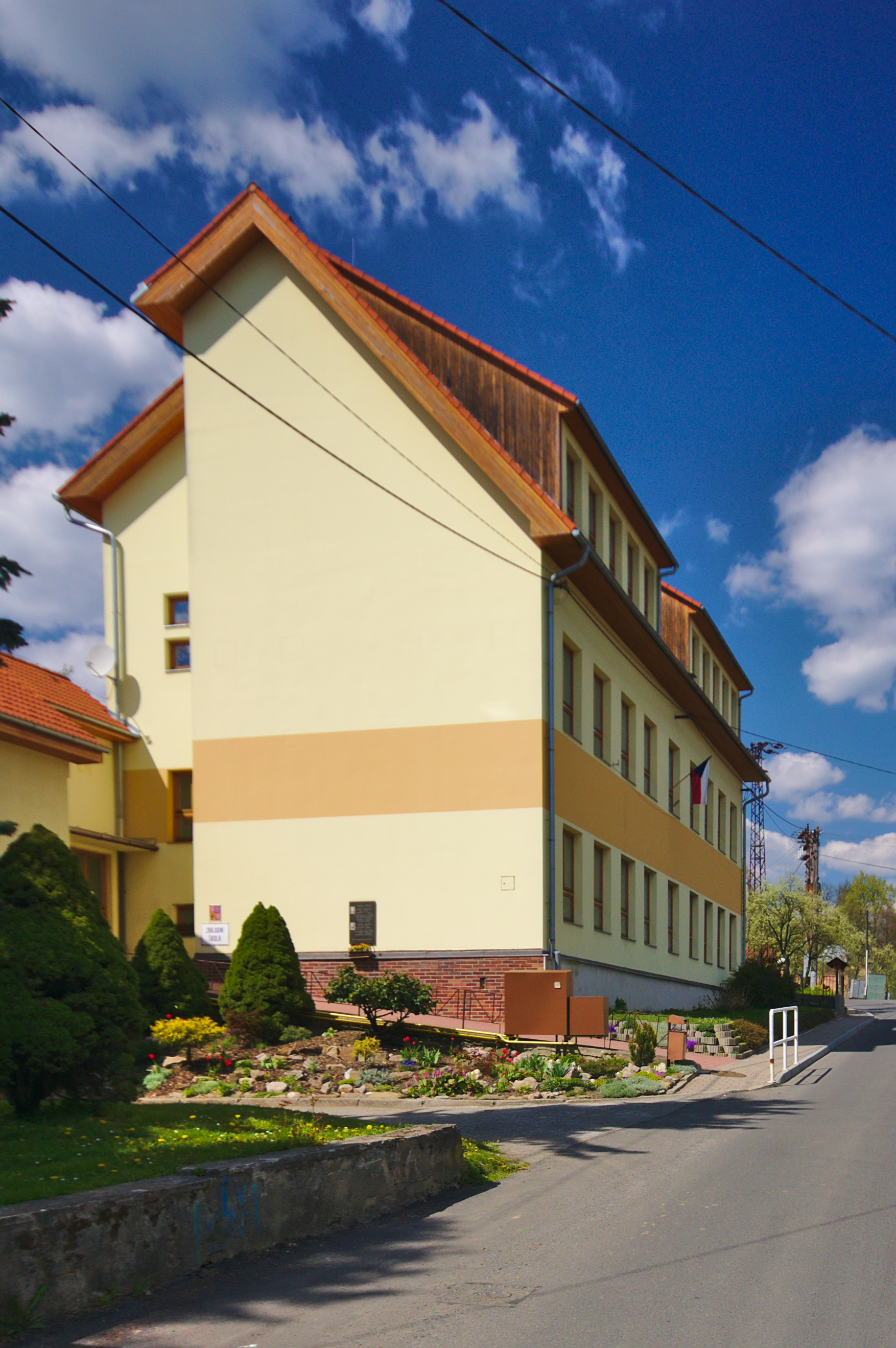
Základní škola
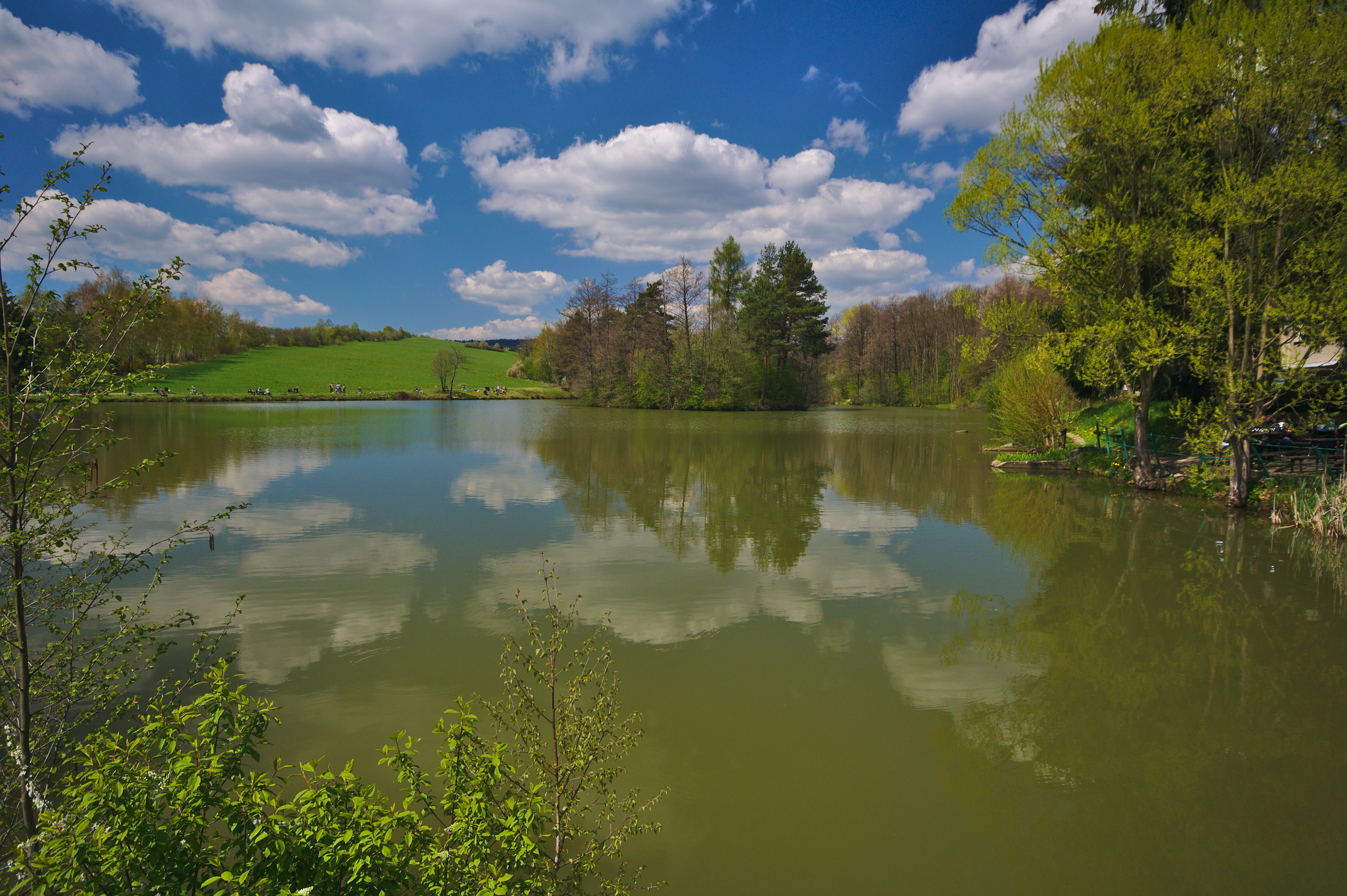
Prostřední lačnovský rybník